# Danh sách bài hát thu âm bởi Christina Aguilera

## Danh sách bài hát
| † | Phát hành dưới dạng đĩa đơn                          |
| # | Phát hành dưới dạng đĩa đơn quảng bá                 |
| ‡ | Bài hát được sáng tác toàn bộ bởi Christina Aguilera |

### Thập niên 1990
| Bài hát                                      | Nghệ sĩ                                        | Sáng tác                                     | Album                         | Nguồn   |
| 1994-95                                      | 1994-95                                        | 1994-95                                      | 1994-95                       | 1994-95 |
| -------------------------------------------- | ---------------------------------------------- | -------------------------------------------- | ----------------------------- | ------- |
| "Believe Me"                                 | Christina Aguilera                             | Christina Aguilera Bob Allecca Michael Brown | Just Be Free                  | [ 1 ]   |
| "By Your Side"                               | Christina Aguilera                             | Christina Aguilera Bob Allecca Michael Brown | Just Be Free                  | [ 1 ]   |
| "Dream a Dream"                              | Christina Aguilera                             | Christina Aguilera Bob Allecca Michael Brown | Just Be Free                  | [ 1 ]   |
| "Just Be Free"                               | Christina Aguilera                             | Christina Aguilera Bob Allecca Michael Brown | Just Be Free                  | [ 1 ]   |
| "Just Be Free" (phiên bản tiếng Tây Ban Nha) | Christina Aguilera                             | Christina Aguilera Bob Allecca Michael Brown | Just Be Free                  | [ 1 ]   |
| "Make Me Happy"                              | Christina Aguilera                             | LaForest Cope Michael Brown                  | Just Be Free                  | [ 1 ]   |
| "Move It"                                    | Christina Aguilera                             | Christina Aguilera Bob Allecca Michael Brown | Just Be Free                  | [ 1 ]   |
| "Move It" (bản phối Dance)                   | Christina Aguilera                             | Christina Aguilera Bob Allecca Michael Brown | Just Be Free                  | [ 1 ]   |
| "Our Day Will Come"                          | Christina Aguilera                             | Mort Garson Bob Hilliard                     | Just Be Free                  | [ 1 ]   |
| "Running Out of Time"                        | Christina Aguilera                             | Christina Aguilera Bob Allecca Michael Brown | Just Be Free                  | [ 1 ]   |
| "The Way You Talk to Me"                     | Christina Aguilera                             | Christina Aguilera Bob Allecca Michael Brown | Just Be Free                  | [ 1 ]   |
| 1996-99                                      | Christina Aguilera                             |                                              | Just Be Free                  | [ 1 ]   |
| "All I Wanna Do" †                           | Keizo Nakanishi hợp tác với Christina Aguilera | Morry Stearns                                | Spinning                      | [ 2 ]   |
| "Blessed"                                    | Christina Aguilera                             | Traven Potts Brock Walsh                     | Christina Aguilera            | [ 3 ]   |
| "Come On Over Baby (All I Want Is You)" †    | Christina Aguilera                             | Paul Rein Johan Aberg                        | Christina Aguilera            | [ 3 ]   |
| "Don't Make Me Love You"                     | Christina Aguilera                             | —                                            | Christina Aguilera            | [ 3 ]   |
| "Genie in a Bottle" †                        | Christina Aguilera                             | Steve Kipner David Frank Pamela Sheyne       | Christina Aguilera            | [ 3 ]   |
| "I Turn to You" †                            | Christina Aguilera                             | Diane Warren                                 | Christina Aguilera            | [ 3 ]   |
| "Love for All Seasons"                       | Christina Aguilera                             | Carl Struken Evan Rogers                     | Christina Aguilera            | [ 3 ]   |
| "Love Will Find a Way"                       | Christina Aguilera                             | Carl Struken Evan Rogers                     | Christina Aguilera            | [ 3 ]   |
| "Obvious"                                    | Christina Aguilera                             | Heather Holley                               | Christina Aguilera            | [ 3 ]   |
| "Reflection" †                               | Christina Aguilera                             | Matthew Wilder David Zippel                  | Mộc Lan và Christina Aguilera | [ 3 ]   |
| "So Emotional"                               | Christina Aguilera                             | Franne Golde Tom Snow                        | Christina Aguilera            | [ 3 ]   |
| "Somebody's Somebody"                        | Christina Aguilera                             | Diane Warren                                 | Christina Aguilera            | [ 3 ]   |
| "We're a Miracle"                            | Christina Aguilera                             | —                                            | Pokemon: The First Movie      | [ 4 ]   |
| "What a Girl Wants" †                        | Christina Aguilera                             | Shelly Peiken Guy Roche                      | Christina Aguilera            | [ 3 ]   |
| "When You Puts Your Hands on Me"             | Christina Aguilera                             | Robin Thicke James Gass                      | Christina Aguilera            | [ 3 ]   |

## Thập niên 2000
| Bài hát                                                   | Nghệ sĩ                                     | Sáng tác                                                                      | Album                | Nguồn               |
| 2000                                                      | 2000                                        | 2000                                                                          | 2000                 | 2000                |
| --------------------------------------------------------- | ------------------------------------------- | ----------------------------------------------------------------------------- | -------------------- | ------------------- |
| "Angels We Have Heard on High"                            | Christina Aguilera hợp tác với Eric Dawkins | —                                                                             | My Kind of Christmas | [ 5 ]               |
| "Christmas Time"                                          | Christina Aguilera                          | Chaka Blackmon Steven Brown Ray Cham Alex Alessandroni Ron Fair               | My Kind of Christmas | [ 5 ]               |
| "Contigo En la Distancia"                                 | Christina Aguilera                          | César Portillo DeLaLuz                                                        | Mi Reflejo           | [ 6 ]               |
| "Cuando No Es Contigo"                                    | Christina Aguilera                          | Manuel Lopez Rudy Perez                                                       | Mi Reflejo           | [ 6 ]               |
| "El Beso Del Final"                                       | Christina Aguilera                          | Franne Golde Rudy Perez Tom Snow                                              | Mi Reflejo           | [ 6 ]               |
| "Falsas Esperanzas" †                                     | Christina Aguilera                          | Jorge Luis Piloto                                                             | Mi Reflejo           | [ 6 ]               |
| "Genio Atrapado"                                          | Christina Aguilera                          | David Frank Pamela Shayne Rudy Perez Steve Kipner                             | Mi Reflejo           | [ 6 ]               |
| "Have Yourself a Merry Little Christmas"                  | Christina Aguilera                          | Ralph Blane Hugh Martin                                                       | My Kind of Christmas | [ 5 ]               |
| "Merry Christmas, Baby"                                   | Christina Aguilera hợp tác với Dr. John     | Lou Baxter Johnny Moore                                                       | My Kind of Christmas | [ 5 ]               |
| "Mi Reflejo"                                              | Christina Aguilera                          | David Zippel Matthew Wilder Rudy Perez                                        | Mi Reflejo           | [ 6 ]               |
| "O Holy Night"                                            | Christina Aguilera                          | Adolph Adam Placide Cappeau                                                   | My Kind of Christmas | [ 5 ]               |
| "Pero Me Acuerdo De Tí" †                                 | Christina Aguilera                          | Rudy Perez                                                                    | Mi Reflejo           | [ 6 ]               |
| "Por Siempre Tú"                                          | Christina Aguilera                          | Diane Warren Rudy Perez                                                       | Mi Reflejo           | [ 6 ]               |
| "Si No Te Hubiera Conocido"                               | Christina Aguilera hợp tác với Luis Fonsi   | Rudy Perez                                                                    | Mi Reflejo           | [ 6 ]               |
| "The Christmas Song (Chestnut Roasting on an Open Fire" † | Christina Aguilera                          | Mel Tormé Robert Wells                                                        | My Kind of Christmas | [ 5 ]               |
| "These Are the Special Times"                             | Christina Aguilera                          | Diane Warren                                                                  | My Kind of Christmas | [ 5 ]               |
| "This Christmas"                                          | Christina Aguilera                          | Donny Hathaway Nadine McKinnor                                                | My Kind of Christmas | [ 5 ]               |
| "This Year"                                               | Christina Aguilera                          | Lauren Christy Graham Edwards Scott Spock Charlie Midnight Christina Aguilera | My Kind of Christmas | [ 5 ]               |
| "Una Mujer"                                               | Christina Aguilera                          | Guy Roche Shelly Peiken Rudy Perez                                            | Mi Reflejo           | [ 6 ]               |
| "Ven Conmingo (Solamente Tú)"                             | Christina Aguilera                          | Johann Aberg Paul Rein Rudy Perez                                             | Mi Reflejo           | [ 6 ]               |
| "Xtina's Xmas"                                            | Christina Aguilera                          | —                                                                             | My Kind of Christmas | [ 5 ]               |
| 2001                                                      |                                             |                                                                               |                      |                     |
| "El Último Adiós (The Last Goodbye)" †                    | Nhiều ca sĩ                                 | Gian Marco Emílo Estefan Jr.                                                  | —                    | [ 7 ]               |
| "Lady Marmalade" †                                        | Christina Aguilera, Lil' Kim, Mýa, Pink     | Bob Crewe Kenny Nolan                                                         | Moulin Rouge!        | [ 8 ]               |
| "Nobody Wants to Be Lonely" †                             | Ricky Martin hợp tác với Christina Aguilera | Desmond Child Victoria Shaw Gary Burr                                         | Sound Loaded         | [ 9 ] [ 10 ] [ 11 ] |
| "What's Going On" †                                       | Artists Against AIDS Worldwide              | Al Cleveland Renaldo Benson Marvin Gaye                                       | What's Going On      | [ 12 ]              |
| 2002-03                                                   |                                             |                                                                               |                      |                     |
| "Beautiful" †                                             | Christina Aguilera                          | Linda Perry                                                                   | Stripped             | [ 13 ]              |